# Kronungen
Kronungen ist ein Gemeindeteil der Gemeinde Poppenhausen im unterfränkischen Landkreis Schweinfurt in Bayern.

## Geographische Lage
Das Pfarrdorf Kronungen liegt südlich von Poppenhausen. Östlich von Kronungen verlaufen in Nord-Süd-Richtung die Bundesautobahn 71 mit der Anschlussstelle 29 Poppenhausen und die Bundesstraße 19. Die durch den Ort verlaufende Kreisstraße SW 20 führt nordwärts nach Poppenhausen und mündet südwärts in die B 19.

## Geschichte
Die erste bekannte urkundliche Erwähnung von Kronungen stammt aus dem Jahr 779. Der Ortsname leitet sich von einem Personennamen oder vom althochdeutschen „gruoni“ (grün, kräftig) ab.
Kronungen war im Lauf der Zeit im Besitz des Klosters Fulda, der Benediktinerabtei Neustadt am Main, des Hochstifts Würzburg und der Herren von Henneberg. Der Ort gehörte zunächst zum Amt Bodenlauben, dann zum Amt Ebenhausen und zum Cent Geldersheim.
Die erste Erwähnung von Kronungen als eigenständige Pfarrei stammt aus dem Jahr 1453. Die erste Kirche des Ortes war die St. Stephanskirche; ihre Entstehungszeit ist unbekannt. Im Jahr 1603 bekam sie einen Kirchturm im Echter-Stil und wurde 1866/67 mit Errichtung des Langhauses durch die heutige St. Laurentiuskirche ersetzt. Im Jahr 1580 wurde der Ort durch Einsetzung eines Pastors vorübergehend evangelisch.
Ebenso scheiterte im Rahmen des Dreißigjährigen Krieges ein Versuch der Stadt Schweinfurt, in Kronungen den Protestantismus einzuführen. Im Jahr 1632 erhielt Schweinfurt zwar die Herrschaft über den Ort als Geschenk von König Gustav II. Adolf; Kronungen wurde allerdings schon zwei Jahre später wieder eigenständig.
Am 1. Juli 1971 wurde Kronungen im Rahmen der Gemeindegebietsreform zu einem Ortsteil von Poppenhausen.